# Tóth Balázs (lelkész)
Tóth Balázs (Ács, 1829. február 3. – 1867. augusztus 20.) református főiskolai tanár, később lelkész.

## Életútja
Lelkész családból származott. Iskoláit Ácson, Pesten, Rév-Komáromban és Pápán végezte 1848-ig. A szabadságharcban honvéd-tüzér volt és ütegparancsnok. A világosi fegyverletétel után nevelő lett Kassán; innét a besoroztatást elkerülendő, 1850-ben Pápára ment, ahol 1851-ben gimnáziumi rendes tanárnak és főiskolai seniornak választatott. Tanári székét 1861. szeptember 29-ban a takácsi lelkészi állással cserélte fel. Egyházmegyéjében a tanítói kör elnöke volt.
A Vasárnapi Ujságban (1854-56., 1858.) négy cikke van.

## Munkája
- Protestáns népiskolai tanterv. Pápa, 1859. Táblázattal.

Szerkesztette az Egyházmegyei Népiskolai Közlönyt.